# Malpighia cauliflora
Malpighia cauliflora es una especie de planta fanerógama perteneciente a la familia Malpighiaceae. Es endémica de Jamaica. Está considerada en peligro de extinción por pérdida de hábitat. 
Existen solo tres pequeñas colonias en Saint Catherine y Saint Thomas.

## Fuente
- World Conservation Monitoring Centre 1998. Malpighia cauliflora. 2006 IUCN Lista Roja de Especies Amenazadas, bajado el 22 de agosto de 2008